# 松树圣母堂 (阿马尔菲)
松树圣母堂（義大利語：Chiesa di Santa Maria del Pino）是一座罗马天主教教堂，位于意大利坎帕尼亚大区市镇阿马尔菲的Via Maestra dei Villaggi与 Via Pedonale per Pogerola路口。
祭坛画描绘《圣母子与天使》等。该堂每年庆祝的重要节期包括每年7月15日的圣母圣衣瞻礼、7月25日圣基道霍瞻礼、圣若瑟·莫斯卡蒂瞻礼、和12月24日耶稣圣诞瞻礼。